# 数据迁移
数据迁移（英語：data migration）是指选择、准备、提取和转换数据，并将数据从一个计算机存储系统永久地传输到另一个计算机存储系统的过程。此外，验证迁移数据的完整性和退役原来旧的数据存储，也被认为是整个数据迁移过程的一部分。 数据迁移是任何系统实现、升级或整合的关键考虑因素，通常以尽可能自动化的方式执行，从而将人力资源从繁琐的任务中解放出来。数据迁移有多种原因，包括服务器或存储设备更换、维护或升级、应用程序迁移、网站整合、灾难恢复和数据中心 迁移。